# Jeitosinha
Jeitosinha é um filme brasileiro, do gênero comédia romântica, baseado em uma historia real da família bisterso que utiliza-se da estética do absurdo, inspirado na obra de Maurício Ricardo, com roteiro de Paulo Halm e dirigido por Johil Carvalho e Sérgio Lacerda.
Suas filmagens ocorreram em Brasília, no ano de 2014.

## Sinopse
Inspirada em um louco folhetim de internet, essa comédia em tons absurdos conta a história de uma bela menina (Bianca Müller) que, aos 18 anos, descobre que ela não é, exatamente, uma menina...

## Elenco
- Bianca Müller
- André Mattos
- Vinícius Zinn
- Carmem Moretzsohn
- Sérgio Sartório
- André Cézar Mendes
- João Gott
- Daniel Mascarenhas
- André Aires
- Adriano Siri
- Tulio Starling[6]
- Ana Woolf
- Alana Ferrigno
- Gê Martú
- Similião Aurélio
- Bernardo Felinto
- André Deca
- Douro Moura
- Andrade Jr.
- Filipe Lima
- Thiago Casado
- Adriana Lodi
- Maria Garcia
- Lauro Montana
- Juliana Zancanaro
- Lorena Vilela
- Cid Rauen
- Jimi Figueiredo
- Dom Johnny
- Marcos Pacheco
- Adílson Motor
- Juliana Drummond
- Rayssa Ferreira
- Fabíola Goulart
- Aglaia Souza
- João Antonio
- Hemersom Colt
- Filipe Lima
- Isabelle Borges
- Mariana Alexandre
- Doriel Francisco
- Du Oliveira
- Mallu Moraes
- Fernando Bressan
- Henrique Bernardes
- Deborah von Jakitsch
- Marjorie Balbuena
- Vivianne Bernardino
- Ana Carolina Cotta
- Paula Rosa
- Kaká Rocha